# Alexander Wassiljewitsch Kutscherjawenko
Alexander Wassiljewitsch Kutscherjawenko (russisch Александр Васильевич Кучерявенко; * 27. August 1987 in Moskau, Russische SFSR) ist ein russischer Eishockeyspieler, der seit Mai 2020 bei Neftechimik Nischnekamsk aus der Kontinentalen Hockey-Liga (KHL) unter Vertrag steht und dort auf der Position des Stürmers spielt.

## Karriere
Alexander Kutscherjawenko begann seine Karriere als Eishockeyspieler in seiner Heimatstadt beim HK Spartak Moskau, für dessen Profimannschaft er von 2004 bis 2006 in der Superliga aktiv war. Anschließend spielte der Angreifer eineinhalb Jahre lang für dessen Ligarivalen Salawat Julajew Ufa, ehe er im Laufe der Saison 2007/08 zum SKA Sankt Petersburg wechselte. Mit diesem nahm er ab der Saison 2008/09 am Spielbetrieb der neu gegründeten Kontinentalen Hockey-Liga teil.
Beim SKA verbrachte er insgesamt acht Spieljahre, wobei er 274 KHL-Spiele bestritt und sammelte dabei 107 Scorerpunkte, davon 45 Tore und 62 Assists. Im Oktober 2014 wurde er an den HK Witjas aus Podolsk abgegeben. Nach zwei Jahren dort verbrachte der Stürmer die Saison 2016/17 beim HK Awangard Omsk. Danach lief Kutscherjawenko drei Spielzeiten lang für Awtomobilist Jekaterinburg auf. Im Sommer 2020 wurde er schließlich zu Neftechimik Nischnekamsk transferiert.

### International
Für Russland nahm Kutscherjawenko an der U18-Junioren-Weltmeisterschaft 2005 sowie der U20-Junioren-Weltmeisterschaft 2007 teil. Bei der U20-WM 2007 gewann er mit seiner Mannschaft die Silbermedaille.

## Erfolge und Auszeichnungen
- 2007 Silbermedaille bei der U20-Junioren-Weltmeisterschaft
- 2010 Spengler-Cup-Gewinn mit dem SKA Sankt Petersburg

## Statistik
(Stand: Ende der Saison 2019/20)